# Rubus violaceifrons
{{#ifeq:0|0|{{#if:Rubus violaceifrons|{{#if:|[[]}}|[[]]}}}}
Rubus violaceifrons — вид квіткових рослин з родини трояндових (Rosaceae).

## Морфологічна характеристика
Рослину класифіковано належною до серії Pallidi з підроду Rubus, секції Rubus і підсекції Hiemales, хоча його слабкі екземпляри частково нагадують R. guentheri з ser. Glandulosi. Як і всі види R. ser. Pallidi, R. violaceifrons є тетраплоїдом, як визначено за допомогою проточної цитометрії.

## Середовище проживання
За концепцією Weber (1996), Rubus violaceifrons є «регіональним» видом ожини: найбільший діаметр його ареалу становить близько 150 км. Наразі він відомий з 42 місцевостей, розкиданих в центральній і східній Богемії в Чехії. Вид, можливо, є ендемічним таксоном країни, але, можливо, його також можна знайти у південній Польщі (зокрема, у Клодзкому повіті чи в Сілезії). Rubus violaceifrons найчастіше росте на узліссях, галявинах і відкритих ділянках хвойних і змішаних лісів і лісових насаджень, зазвичай у дещо затінених місцях. Зазвичай зустрічається на водопроникних, помірно вологих чи злегка сухих ґрунтах, нейтральних чи слабокислих. Діапазон висот: від 175 до 590 м над рівнем моря.

## Етимологія
Епітет «violaceifrons» є відсиланням до інтенсивного забарвлення частин стебла та стебельчастих залозок, а також дуже помітного червоно-фіолетового кольору стовпчиків розкритих квітів.